# Winchester (Oklahoma)
Pour les articles homonymes, voir Winchester.
La ville de Winchester est située dans le comté d’Okmulgee, dans l’État de l’Oklahoma, aux États-Unis. Sa population s’élevait à 516 habitants lors du recensement de 2010, estimée à 509 habitants en 2018.

## Histoire
Winchester a été incorporée le 18 février 1974.

## Démographie
| Groupe            | Winchester | Oklahoma | États-Unis |
| ----------------- | ---------- | -------- | ---------- |
| Blancs            | 81,8       | 72,2     | 72,4       |
| Amérindiens       | 7,2        | 8,6      | 0,9        |
| Autres            | 4,1        | 5,9      | 11,2       |
| Métis             | 5,8        | 5,9      | 2,9        |
| Afro-Américains   | 1,2        | 7,4      | 12,6       |
| Total             | 100        | 100      | 100        |
|                   |            |          |            |
| Latino-Américains | 5,0        | 8,9      | 16,7       |

En 2010, la population latino-américaine est majoritairement composée de Mexicano-Américains, qui représentent 4,8 % de la population totale de la ville, alors que la population amérindienne est formée de Cherokees (6,79 % de la population totale), de Creeks (2,99 %) et de Chactas (2,59 %).
Selon l’American Community Survey pour la période 2011-2015, 96,6 % de la population âgée de plus de 5 ans déclare parler l'anglais à la maison et 3,39 % déclare parler l'espagnol.